# داميان كان
داميان كان (بالإنجليزية: Damien Kane)‏ هو مصارع هاوي أمريكي، ولد في 16 أبريل 1960 في ريدينغ في الولايات المتحدة.

## وصلات خارجية
- داميان كان على موقع CageMatch worker (الإنجليزية)
- داميان كان على موقع قاعدة بيانات المصارعة على الإنترنت (الإنجليزية)

- داميان كان على موقع IMDb (الإنجليزية)
- داميان كان على موقع قاعدة بيانات الفيلم (الإنجليزية)